# ولاية بطيخ (حكاية)
ولاية بطيخ هي من الحكايات الشعبية العراقية المعروفة، التي تصف انفلات الحكم في دولة أو سلطة ما، في ظل غياب القانون.

## الملخص
البطيخ في العراق هو الشمام في الشام، يُحكي أن أصل قول العراقيين "ولاية بطيخ" أنه كان في الوسط العراقي، طفل يتيم اشترى 7 بطيخات من خارج أسوار بغداد، حيث كان لبغداد عدة أبواب وعلى كل باب يقف مجموعة من الحراس، كان الطفل اليتيم يعتقد أن يُثرى عند بيعه للبطيخات مقابل دينارٍ لكل بطيخةٍ، ولكن الحراس تحايلوا عليه فأخذوا منه ست بطيخات بحجج مختلفة، وبقيت الأخيرة فأخذوها بحجة أن الملك لديه ضيف مريض لا يشفيه إلا البطيخ، فحاولَ الطفلُ أن يشكو أمرَهُ إلى الملك، فمُنعَ من ذلك، فاضطرّ إلى أن يسلك سبيل التمرد بطريقة غريبة، فصار يمنع دفن الموتى والبكاء عليهم، إلا بأجور باهضة، تسمى باللهجة العراقية (خاوة)، وفي ذلك الوقت ماتت بنتُ الملك، فمنع الطفلُ دفنها والبكاء عليها، فأرسلَ الملك إليه يستطلع الخبر فأجابه الطفلُ أن ولايتك ولاية بطيخ، فسأله الملكُ: ما ولاية البطيخ هذه؟ فسردَ له سبب الفساد في دولته، فطردَ الملكُ جميع الوزراء وعيّنَ اليتيمَ وزيرًا.
وقال جلال الحنفي في كتابه معجم اللغة العامية البغدادية "وفي أمثالهم « ولاية بطيخ » يضربونه في شيوع الفوضى والتسيب وعدم ائتمان الناس على أموالهم .. وقد ذكر لي الحاجُّ كاظم شكارة أن « بطيخ » هذا هو شيخُ [عشيرة] المجابلة، وقد كان مسيطراً على المنطقة التي تشمل ما بين الكوت والعزيزية حيث كان يأخذ الخاوة والرسومات ممن يمرُّ في أراضيه، وكان ذلك ما بين سنة 1320 هـ، و1330 هـ وقد عجزت الحكومة العثمانيـة عن مناوشته وإلقاء القبض عليه.

## برامج
برنامج منوعات ومشاهد كوميدية عراقي، يتناول القضايا والشؤون السياسية، والاقتصادية، والاجتماعية لدى المجتمع العراقي بصيغة كوميدية هزلية، ويعد نوع البرنامج من برامج الكوميديا السوداء.